# Zbigniew Werner
Zbigniew Henryk Werner (ur. 2 sierpnia 1925 w Krakowie, zm. 30 października 2013 w Pilaszkowie) – polski geolog, specjalista geologii złóż surowców chemicznych, a zwłaszcza złóż soli, oraz geologii gospodarczej.

## Życiorys
Z Krakowa cała rodzina przeniosła się do Zawiercia, gdzie ojciec, podpułkownik Wojsk Polskich, był komendantem miasta. Po kilku latach powrócił do Krakowa i wstąpił do Szkoły Podstawowej im. Św. Wojciecha, jednej z najstarszych szkół publicznych Krakowa (założona w 1797). Po sześciu latach Szkoły Podstawowej wstąpił do gimnazjum im. Króla Jana III Sobieskiego, w której ukończył dwa lata. Trzeci rok został przerwany przez II wojnę światową.
Następnie uczył się na dwuletnich Kursach Przygotowawczych do Szkół Zawodowych stopnia wyższego oraz w dwuletniej Szkole Technicznej Górniczo-Hutniczo-Mierniczej. Obydwa kursy ukończył z wyróżnieniem. Po ich ukończeniu zatrudniony został w Staatliche Technische Prüfanstalt jako kreślarz u prof. Andrzeja Bolewskiego.
W 1946 otrzymał świadectwo dojrzałości z tytułem technika hutniczego. Absolwent Akademii Górniczo-Hutniczej w Krakowie (1951). Dyplom magistra nauk technicznych i inżyniera geologa otrzymał na Oddziale Poszukiwawczym Wydziału Geologiczno-Mierniczego na podstawie pracy Złoże solne okolic Rybnika.
W l. 1945-1953 pracował na AGH w Zakładach: Mineralogii i Petrografii (u prof. Andrzeja Bolewskiego), Geologii Ogólnej i Paleontologii (u prof. Walerego Goetla) oraz Halurgii (u prof. Józefa Poborskiego).
Decyzją Prezesa Centralnego Urzędu Geologii podjął w 1953 pracę w Państwowym Instytucie Geologicznym na stanowisku kierownika Zakładu Złóż Soli. Stanowisko to utrzymał podczas kolejnych zmian nazwy (i zakresu merytorycznego) Zakładu na Zakład Złóż Ropy i Soli oraz Zakład Soli i Surowców Chemicznych. Następnie sprawował funkcje kierownika Zakładu Badań Geologicznych za Granicą, Zakładu Geologii i Prognoz Surowcowych Świata i Zakładu Geologii Gospodarczej.
W l. 1955-1962 nadzorował i prowadził prace geologiczno-dokumentacyjne złóż soli kamiennych i soli potasowo-magnezowych w Kłodawie, Lubieniu, Łaniętach, Rogóźnie, Mogilnie, Górze oraz w Damasławku. Począwszy od 1963 prowadził poszukiwania złóż soli kamiennych i soli potasowo-magnezowych nad Zatoką Gdańską. Wynikiem poszukiwań było odkrycie złoża soli kamiennej i czterech soczewowych siarczanowych złóż soli potasowo-magnezowych (polihalit).
Od 1963 Samodzielny Pracownik Naukowo-Badawczy w PIG. W 1966 uzyskał na AGH stopień doktora nauk technicznych na podstawie pracy Poszukiwania i badania złóż soli na Niżu Polskim na tle stratygrafii i tektoniki zagłębia cechsztyńskiego (promotor prof. Józef Poborski).
W l. 1968-1970 był ze strony polskiej zastępcą koordynatora Projektu UNDP Poszukiwanie złóż soli potasowych w Polsce. W ramach tego projektu, w l. 1967-1968 był stypendystą ONZ w USA i w Kanadzie. W 1973 został mianowany na stanowisko docenta w PIG.
W l. 1972-1977 brał udział w Sesjach Komitetu Zasobów Naturalnych ONZ w Kenii (Nairobi), Indiach (Delhi), Japonii (Tokio) i Szwajcarii (Genewa).
Brał udział w realizacji szeregu projektów geologicznych za granicą: 1976 Libia – jako konsultant General National Organization for Industrialization w Trypolisie (złoża soli kamiennej i solanki Abu Kammash nad Morzem Śródziemnym); 1977 i  1984-1987 Algieria – jako konsultant SONAREM w zakresie występowania soli potasowych w Algierii; 1982 Irak – jako ekspert State Organization for Minerals (SOM) do opracowania programu badań dla rozpoznania zasobów soli jeziora Shari.
Brał udział w geologicznych studiach porównawczych złóż surowców chemicznych w Angoli, Chinach, Czechosłowacji, Kolumbii, na Kubie, w Mongolii,  Nigerii, Panamie, Peru, Rumunii, Wenezueli, na Węgrzech i w Związku Radzieckim.
W l. 1988-1989 sprawował funkcję Sekretarza Naukowego PIG. W l. 1988-1990 był też koordynatorem studium wyboru lokalizacji składowiska odpadów promieniotwórczych, m.in. w krajowych złożach soli kamiennej. Zagraniczne studia magazynów odpadów promieniotwórczych odbył w Niemczech, Szwecji i Japonii.
W 1983 uzyskał stopień Dyrektora Górniczego I Stopnia.
W 1997 przeszedł na emeryturę. Od 2010 przebywał w Domu Opiekuńczo-Leczniczym Opatrzności Bożej w Pilaszkowie.
Autor około 60 publikacji i 80 opracowań archiwalnych.

## Odznaczenia i nagrody
Uhonorowany: Zespołową Nagrodą IV Stopnia Państwowej Rady ds. Pokojowego Wykorzystania Energii Jądrowej za opracowanie metody profilowania radiometrycznego poziomych otworów wiertniczych (sole potasowe), Zespołową Państwową Nagrodą II Stopnia w dziedzinie techniki za udział w odkryciu złoża soli potasowych, polihalitowych w Zatoce Puckiej oraz Zespołową Nagrodą Prezesa Centralnego Urzędu Geologii za dokumentację geologiczną złoża soli kamiennej w kat. C2 "Wojnicz".
Odznaczony: Złotym Krzyżem Zasługi i Krzyżem Kawalerskim Orderu Odrodzenia Polski.
Wyróżniony: odznaką Zasłużony Pracownik Instytutu Geologicznego, złotą odznaką Państwowego Instytutu Geologicznego, złotą odznaką Zasłużony dla polskiej geologii, srebrną odznaką Zasłużony dla górnictwa PRL, odznaką Zasłużonego Działacza SITG.
Został pochowany na Cmentarzu Wojskowym przy ul. Prandoty w Krakowie.